# Eigenlöhner
Der Eigenlöhner, auch Eigenlehner genannt, war ein Bergbautreibender, der Alleinbesitzer oder Mitbesitzer eines Bergwerks, welches von ihm in der Regel alleine bebaut und betrieben wurde. Der Eigenlöhner war, da er Besitzer des Bergwerks war, in dem er auch arbeitete, rechtlich gesehen sein eigener Lohnherr. Der Eigenlehnerbergbau ist die älteste Form des gewerblich betriebenen Bergbaus.

## Grundlagen und Geschichte
Im 12. Jahrhundert waren durch die Freierklärung des Bergbaus die Voraussetzungen für die weitere Entwicklung des Bergbaus geschaffen worden. In der Regel waren es geschulte Bergleute, die als wandernde Knappen in die Gegenden einreisten, in denen sich neuer Bergsegen bemerkbar machte. Die Aussicht auf Privilegien lockte aber auch viele andere Menschen, darunter auch einfache bergbauunkundige Handwerker, in die jeweiligen Bergbaugebiete. Jeder Eigenlöhner musste sein ihm von der zuständigen Behörde zugewiesenes Grubenfeld auf eigene Kosten bearbeiten und bewirtschaften. Die dadurch entstandenen Bergwerke nannte man Eigenlöhnerzeche oder Eigenlöhnergrube. Anstelle der Bezeichnung Eigenlöhner wird für diese Form eines Bergbautreibenden in der Literatur häufig die Bezeichnung Eigenlehner verwendet, was jedoch bergrechtlich falsch ist, denn dieser Begriff ist in keiner der alten Bergordnungen verzeichnet. Zu Beginn dieser bergbaulichen Epoche waren es teilweise auch Bauern, die ihren eigenen Acker, meistens in der anbaufreien Zeit, nach Bodenschätzen untersuchten und bearbeiteten. Die Hochzeit des Eigenlöhnerbergbaus lag im ausgehenden Mittelalter: hier arbeiteten die meisten Bergleute alleine oder zusammen mit ihrer Familie in ihrem Bergwerk. Im Mittelalter taten sich die Eigenlöhner zu ersten territoriale Knappschaftsvereinen zusammen, die ähnlich wie die Zünfte der Handwerker die Interessen ihrer Mitglieder vertraten und schon sehr bald finanzielle Absicherungen wie die Büchsenkasse gründeten. Um die Sicherstellung des Erzabbaus zu gewährleisten, gingen später viele Eigenlöhner dazu über, ihre Bergwerke unter Mithilfe von zwei bis drei weiteren Bergleuten rund um die Uhr bergmännisch zu bearbeiten. Die tägliche Arbeitszeit der Eigenlöhner war nicht an die der staatlichen- oder gewerkschaftlichen Bergwerke angelehnt, sondern so gestaltet, dass man eine Tagesleistung, das sogenannte Tagwerk kameradschaftlich vereinbarte und wenn das Tagwerk vollbracht war, wurde die Schicht beendet. Mit Beginn des 16. Jahrhunderts wurde die Anzahl der Eigenlöhnerbergwerke immer weniger. Dieser Rückgang lag überwiegend in den hohen Kosten begründet, die der fortschreitende Bergbau mit sich brachte. Um die hohen Kosten, die mit einer räumlichen Expansion der Bergwerke verbunden waren, beherrschen zu können, schlossen sich viele kleinen Grubenbesitzer mit weiteren Geldgebern zu Gewerkschaften zusammen. Dennoch gab es auch noch im 19. Jahrhundert einzelne Bergwerke, die von Eigenlöhnern betrieben wurden.

## Bergrechtliche Voraussetzungen
Der Betrieb eines Bergwerks als Eigenlöhner war an mehrere rechtliche und bergrechtliche Bedingungen geknüpft. Erste Voraussetzung war, dass der Eigenlöhner ein Bergwerkseigentum auf bergrechtliche Weise erworben hatte. Für den Einzelnen bedeutete dies das Schürfen nach Bodenschätzen, das Muten und die Verleihung des Grubenfeldes und des damit verbundenen Abbaurechtes für die im Grubenfeld vorhandenen Bodenschätze. Verliehen wurden Grubenfelder, die entweder Abmessungen einer Fundgrube oder die von Maaßen hatten. Der Eigenlöhner durfte sein Grubenfeld alleine oder unter Mithilfe von bis zu sieben weiteren Personen bergmännisch bearbeiten. Diese Personen konnten entweder weitere Eigenlöhner oder weitere Teilnehmer sein, die man dann als Gesellen bezeichnete. Allerdings galt das nur einer der Bergbautreibenden als Lehnträger in das Bergbuch eingetragen werden konnte. Diese Unternehmensform wurde im alten Bergrecht als Gesellschaft bezeichnet, für die bestimmte Bedingungen galten. Zunächst einmal durfte die Anzahl der Teilhaber nicht höher als acht Personen sein. Von diesen acht Personen mussten stets vier Personen auf dem Bergwerk bergmännisch tätig sein. Wurde gegen diese Auflagen verstoßen, konnte das Bergwerkseigentum des Eigenlöhners oder der Eigenlöhnergesellschaft unter bestimmten Bedingungen von einem Bergbeamten wieder freigefahren werden, fiel anschließend wieder ins Bergfreie und konnte erneut an einen anderen Interessenten verliehen werden, der zuvor eine Mutung darauf eingelegt hatte. Konnte ein von Eigenlöhnern geführtes Bergwerk das erforderliche Kapital, das für den laufenden Betrieb erforderlich war, nicht aufbringen, so konnte bei diesen Bergwerken nicht das Retardatverfahren angewendet werden, sondern das ausstehende Kapital musste per Klage auf Nachzahlung erstritten werden. Allerdings konnte ein Eigenlöhner seine Bergwerksanteile nicht aufgrund eines durch ihn begangenen Verbrechens verlieren.

## Arbeitsweise
Die Eigenlöhner waren in der Regel nur mit geringem Startkapital ausgestattet. Dies führte dazu, dass man zunächst versuchte, über Tage vorkommende Erzseifen zu gewinnen. Im weiteren Verlauf der Bearbeitung des Grubenfeldes ging man dann dazu über, Stollen aufzufahren, um den Erzgängen zu folgen. Teilweise wurden aber auch Reste von vorher stattgefundenem Bergbau aufgegriffen. Allerdings beschränkten sich die Eigenlöhner in ihrer bergmännischen Tätigkeit auf den tagesnahen Bereich. Ein weiteres Vordringen in größere Teufen oder das Anlegen von Suchörtern oder Suchstollen scheiterte meistens am mangelnden Kapital. Auch der kostspielige Einbau einer leistungsfähigen Wasserhaltung oder die geologischen Gegebenheiten begrenzten oftmals das weitere Vordringen in größere Teufen. Die so erstellten Bergwerke waren allesamt nur Kleinstbetriebe. Der Abbau der Lagerstätte erfolgte oftmals sehr unökonomisch. Es wurde möglichst so gearbeitet, dass das Bergwerk den größtmöglichen Gewinn abwarf. Teilweise gingen einige Eigenlöhner soweit, dass sie in ihren Gruben Raubbau betrieben, was wiederum die Landesfürsten verärgerte. Die Betriebsanlagen der Bergwerke waren sehr primitiv und möglichst einfach konstruiert. Die Grubenbaue waren eng und wurden für mehrere Funktionen, wie die Bewetterung und die mit Schlepptrögen oder mit der Laufkarren erfolgenden Förderung, genutzt. Als Abbauverfahren wurden einfachen Verfahren wie der Weitungsbau angewendet. Gearbeitet wurde mit einfachem Gezähe und anstelle des Schießens nutzte man das Feuersetzen zum Lösen des Gesteins.

## Probleme
Bedingt dadurch, dass nur relativ kleine Grubenfelder verliehen wurden, entstanden innerhalb einer Lagerstätte mehrere hundert kleine Bergwerke, die eng beieinander lagen, was wiederum dazu führte, dass der Abbau der Lagerstätten stark zersplittert wurde. Aufgrund der Beschränkung der bergbaulichen Tätigkeit auf die oberflächennahen Funde waren die Lagerstätteninhalte bald erschöpft und die Bergbautreibenden wanderten, wenn sie keine weiteren Grubenfelder muten konnten, wieder ab. Es kam auch vor, dass Eigenlöhner, sobald sie eine einigermaßen zufriedenstellende Erzader fanden, ihr Bergwerkseigentum an finanzkräftige Investoren verkauften. Da das geförderte Erz in einigen Bergrevieren nur zu vom Bergamt festgesetzten Preisen an die Hütten verkauft werden durfte, war der finanzielle Spielraum der Eigenlöhner stark eingeschränkt. Die Schaffung von größeren Bergwerken war aufgrund der Aufteilung der Lagerstätten in viele Grubenfelder für die kleinen Eigenlöhnergruben nicht möglich und wurde erst in der zweiten Hälfte des 19. Jahrhunderts durch die neuen Berggesetze möglich. Durch den Abbau in geringen Teufen kam es in der Folgezeit in den betroffenen, ehemaligen Bergrevieren vermehrt zu Tagesbrüchen.